# Li Tianma
Li Tianma (18 ottobre 2001) è uno sciatore freestyle cinese, specializzato nei salti.

## Biografia
Specializzato nei salti e attivo a livello internazionale dall'aprile 2017, Li ha debuttato in Coppa del Mondo il 19 gennaio 2019, giungendo 26º a Lake Placid e ha ottenuto il suo primo podio il 3 febbraio 2023, chiudendo 2º a Deer Valley, nella gara vinta dall'ucraino Dmytro Kotovskyi. Il 23 febbraio 2025 ha vinto la sua prima gara, imponendosi a Beidahu.

## Palmarès

### Mondiali
- 1 medaglia:
  - 1 argento (salti a squadre a Bakuriani 2023)

### Coppa del Mondo
- Miglior piazzamento nella Coppa del Mondo di salti: 8º nel 2024
- 3 podi:
  - vittoria
  - 1 secondo posto
  - 1 terzo posto

#### Coppa del Mondo - vittorie
| Data             | Luogo   | Paese | Disciplina |
| ---------------- | ------- | ----- | ---------- |
| 23 febbraio 2025 | Beidahu | Cina  | AE         |

Legenda:

AE = Salti